# Deine kalten Hände
Deine kalten Hände (Originaltitel: 그대의 차가운 손) ist ein Roman von Han Kang. Er erschien erstmals 2002. Die deutschsprachige Übersetzung von Kyong-Hae Flügel erschien 2019.

## Inhalt
Die Ich-Erzählerin, die später H. genannt wird, eine Schriftstellerin, wird in Seoul auf den Bildhauer Jang Unhyong aufmerksam, dessen Werken sie dreimal begegnet. Als sie an einem eigenen Text arbeitet und die Abgabefrist näherrückt, schickt ihr seine Schwester, Jang Haesuk, ein Manuskript von Jang Unhyong, in dem er seine Lebensgeschichte erzählt, dieses trägt den Titel Ihre kalten Hände. Jang selbst ist verschwunden. 
Die Kindheit von Jang beginnt in Gwangju. Seine Erfahrungen zeigen ihm, wie seine Eltern ihre wahren Gefühle hinter Masken verbergen. Nach dem Tod seiner Mutter reift er schnell und entschließt sich zu einem Studium der Bildhauerei. Während seines Studiums lernt er L. kennen, die zwar übergewichtig ist, trotzdem auf ihn nicht hässlich wirkt und das „gewisse Etwas“ hat. Sie sitzt ihm Modell und Jang fertigt Gipsabdrücke ihrer Hände an. Später macht er Abgüsse von anderen Körperteilen und beginnt eine sexuelle Beziehung mit ihr. Nachdem L. mehrere Urlaubssemester genommen hat, hat sie abgenommen, leidet aber an Bulimie. Als Jang die Stadt verlässt, um an der Beerdigung seines Vaters teilzunehmen, verwüstet L. das Atelier Jangs. 
Über seinen Freund P. erhält Jang einen Auftrag bei der wohlhabenden E. Er engagiert sie auch als Modell und macht Masken von ihrem Gesicht. Sie wird später auch seine Liebespartnerin. Während er an einem Ganzkörpergips arbeitet, hält E. Jang ein Messer an den Hals und beginnt, einen Gipsabdruck von seinem Körper zu machen.
In einem Epilog besucht die Ich-Erzählerin eine Ausstellung seiner Werke und glaubt, unter den Besuchern Jang und E. zu erkennen, die gerade die Ausstellung verlassen. Sie versucht, ihnen zu folgen, aber sie verschwinden in der Menge, bevor sie sie erreichen kann.

## Kritik
Die Kritiker reagierten sehr unterschiedlich auf den Roman. Die Rezensionen reichen von lobender Anerkennung bis zu scharfer Kritik.
Martin Oehlen schreibt in der Frankfurter Rundschau:
"Han Kangs Frühwerk „Deine kalten Hände“ ist ein ruhig erzähltes Kunststück um Schuld und Schönheit, um Gewalt und den Schmerz, den man sich selber zufügt. Der Roman hat nicht die Intensität und souveräne Geschlossenheit der „Vegetarierin“. Auch werden die Beweggründe für das Verhalten der drei Hauptfiguren recht plakativ präsentiert. Aber attraktiv und alles andere als konventionell ist der Gang der Geschichte gewiss. Behutsam lüpft die Autorin die Masken ihrer Protagonisten. Zugleich bleibt der Roman hinreichend verrätselt, um die die Phantasie der Leser zu inspirieren. All dies sind gute Gründe, sich auf die Lektüre einzulassen."

Ein polemischer Verriss sei hier ebenfalls zitiert:

„Das mag unter moralischer Perspektive alles richtig sein, literarisch aber ist Han Kangs Roman kaum doppelbödiger oder gehaltvoller als die hohlen Plastiken, die der Bildhauer herstellt. Oder gar das ständige Reden über die „Masken“, die alle Menschen tragen. Und so überrascht es wenig, dass die zweite Frau, die ins Spiel kommt, unmittelbar das Misstrauen des Künstlers erregt: Ihre Erscheinung ist einfach zu perfekt. Und natürlich gilt: Auch ihr scheinbar perfekter Körper ist nur eine Reaktion auf die Urteile anderer, die sie einst hat ertragen müssen.“

## Ausgaben
- Han Kang: Deine kalten Hände. Roman. Übers. v. Kyong-Hae Flügel. Aufbau, Berlin 2019, ISBN 978-3-351-03762-8.
- Han Kang: Deine kalten Hände. Aufbau, Berlin 2020. (Taschenbuch-Ausgabe)